# Mapas de Istambul
Esta página contém mapas de Istambul com vários lugares com artigo na Wikipédia com ligações para esse artigos.